# Callistege litterata
Callistege litterata är en fjärilsart som beskrevs av Cyrillo 1781. Callistege litterata ingår i släktet Callistege och familjen nattflyn. Inga underarter finns listade i Catalogue of Life.